# Sterculia hainanensis
Sterculia hainanensis är en malvaväxtart som beskrevs av Elmer Drew Merrill och Chun. Sterculia hainanensis ingår i släktet Sterculia och familjen malvaväxter. Inga underarter finns listade i Catalogue of Life.